# 溶口站
溶口站是皖赣铁路的一个车站，位于安徽省黄山市祁门县溶口乡。车站距芜湖站337公里，距贵溪站213公里，现由上海铁路局芜湖车务段管辖，办理列车通过、会让业务，不办理客货运业务。

## 概要
车站于1982年10月1日开始临管运输，1984年5月31日随皖赣铁路正式开通运营。车站地处山区，周围均为荒地，布满了荆棘茅草，时常还有野兔毒蛇出没。车站职工再车站成立后在车站附近荒地里开荒种菜、养殖家禽以补贴基本生活需要；车站的建站初期并没有自来水供应，车站职工的供水取自周围山上的水源。近年在路局的财政支持下，车站才修建了通往水源的水管，基本解决了用水问题。

## 营运状况
目前侯潭站车站共有11名职工，办理列车通过、会让业务和通勤列车旅客乘降业务，不办理客货运业务。每日车站有一对来往黄山和倒湖的通勤列车停靠，供车站及沿线铁路职工使用。

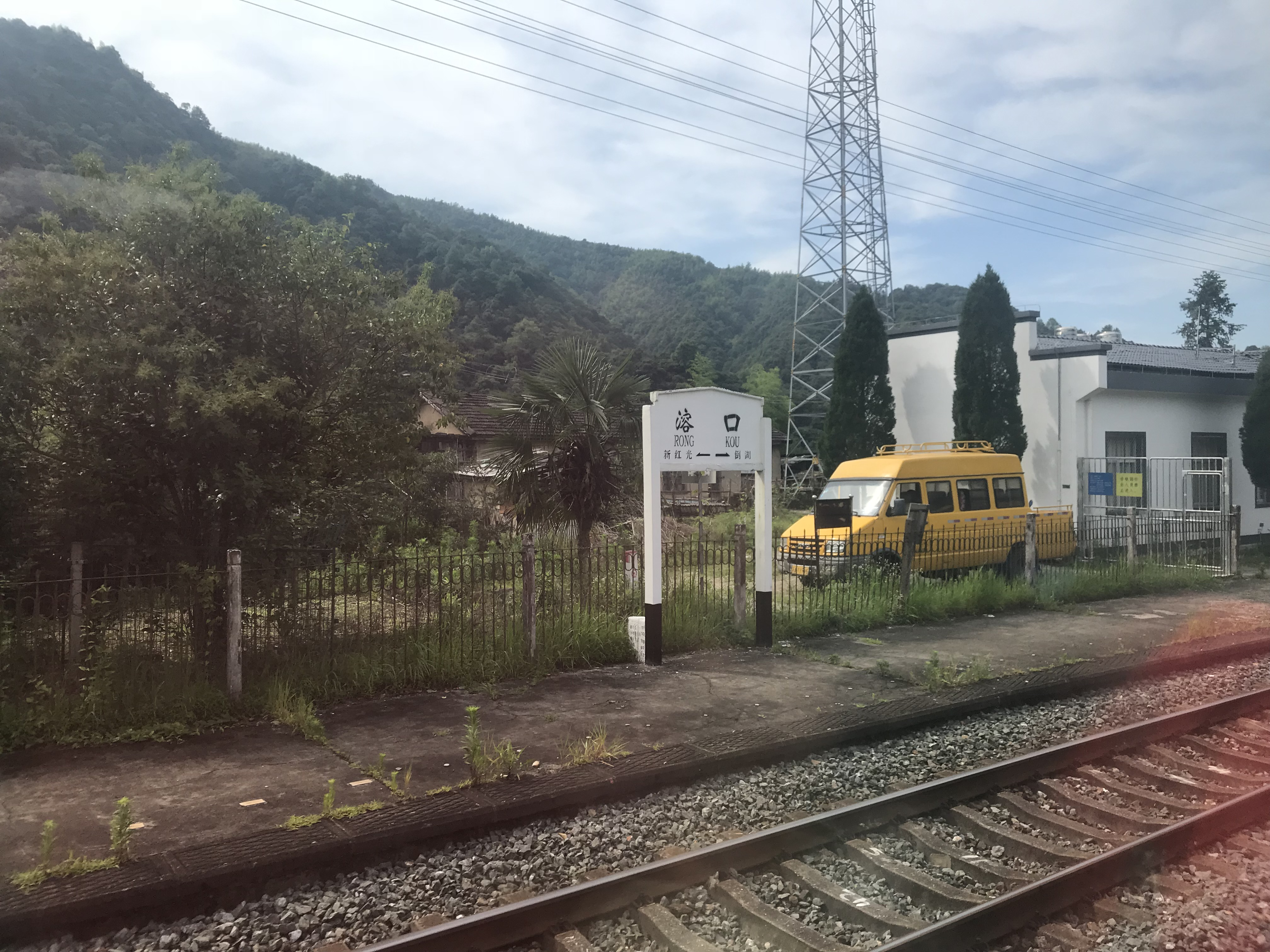
车站站台
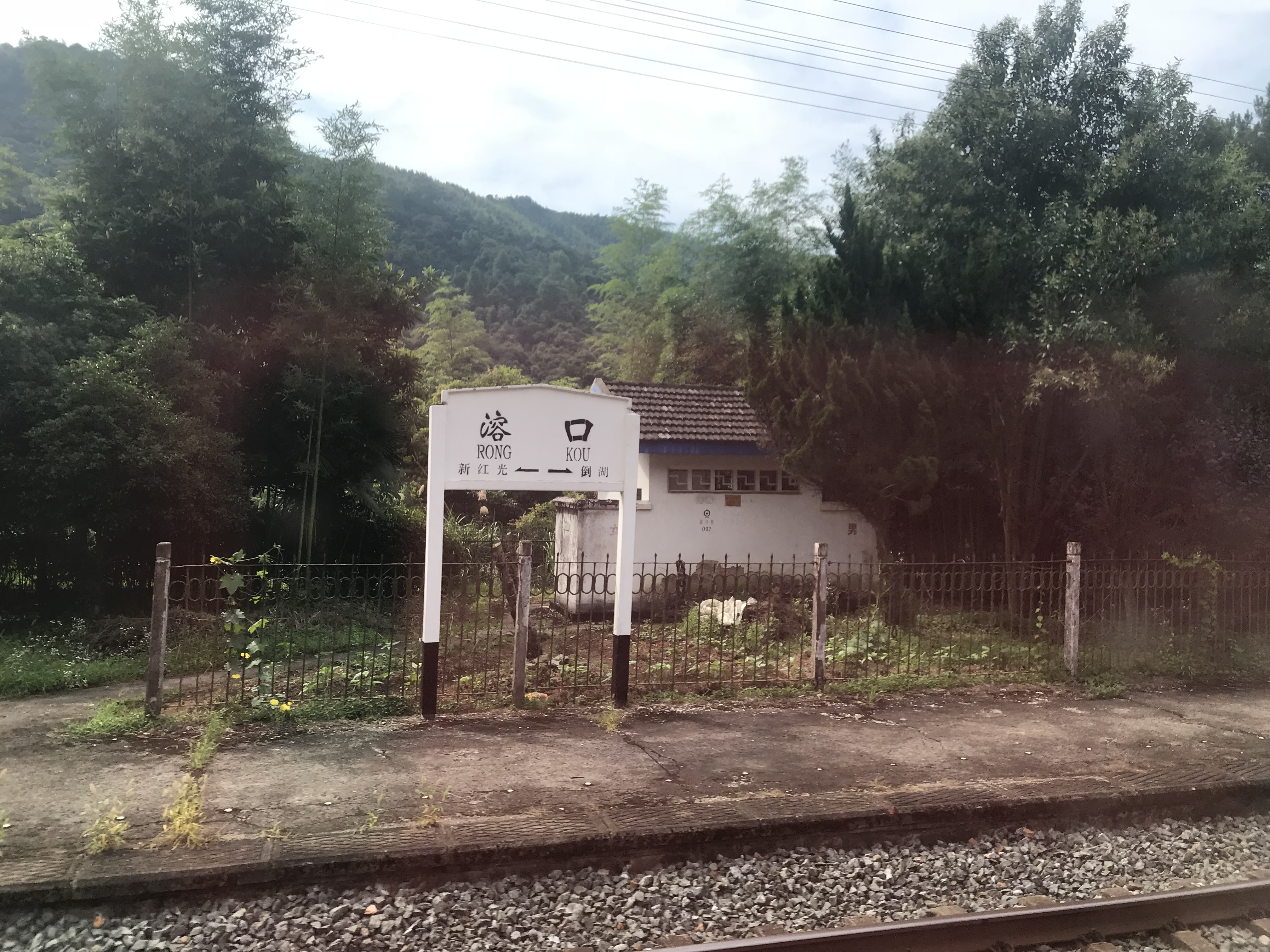
车站站牌
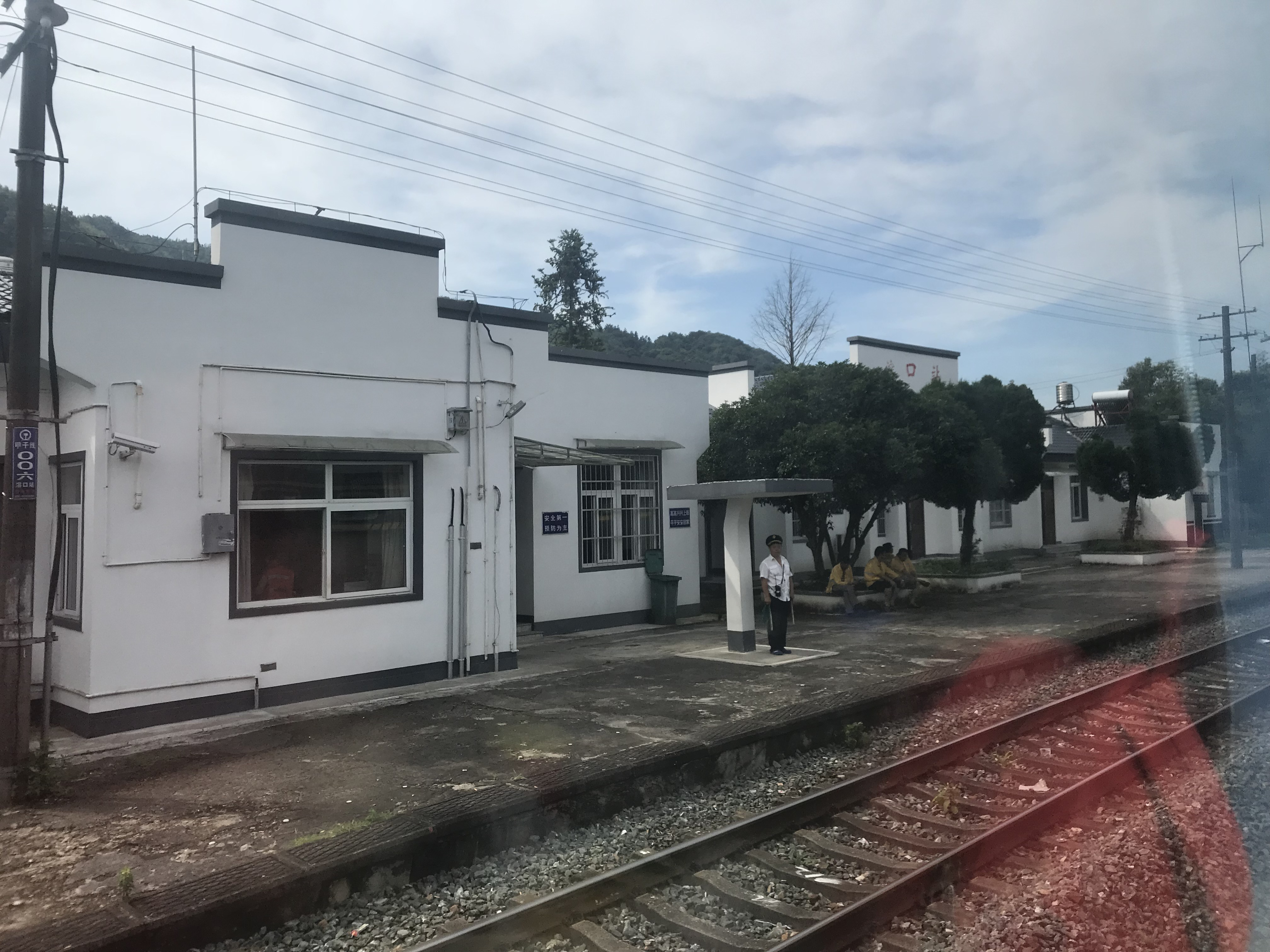
车站值班室
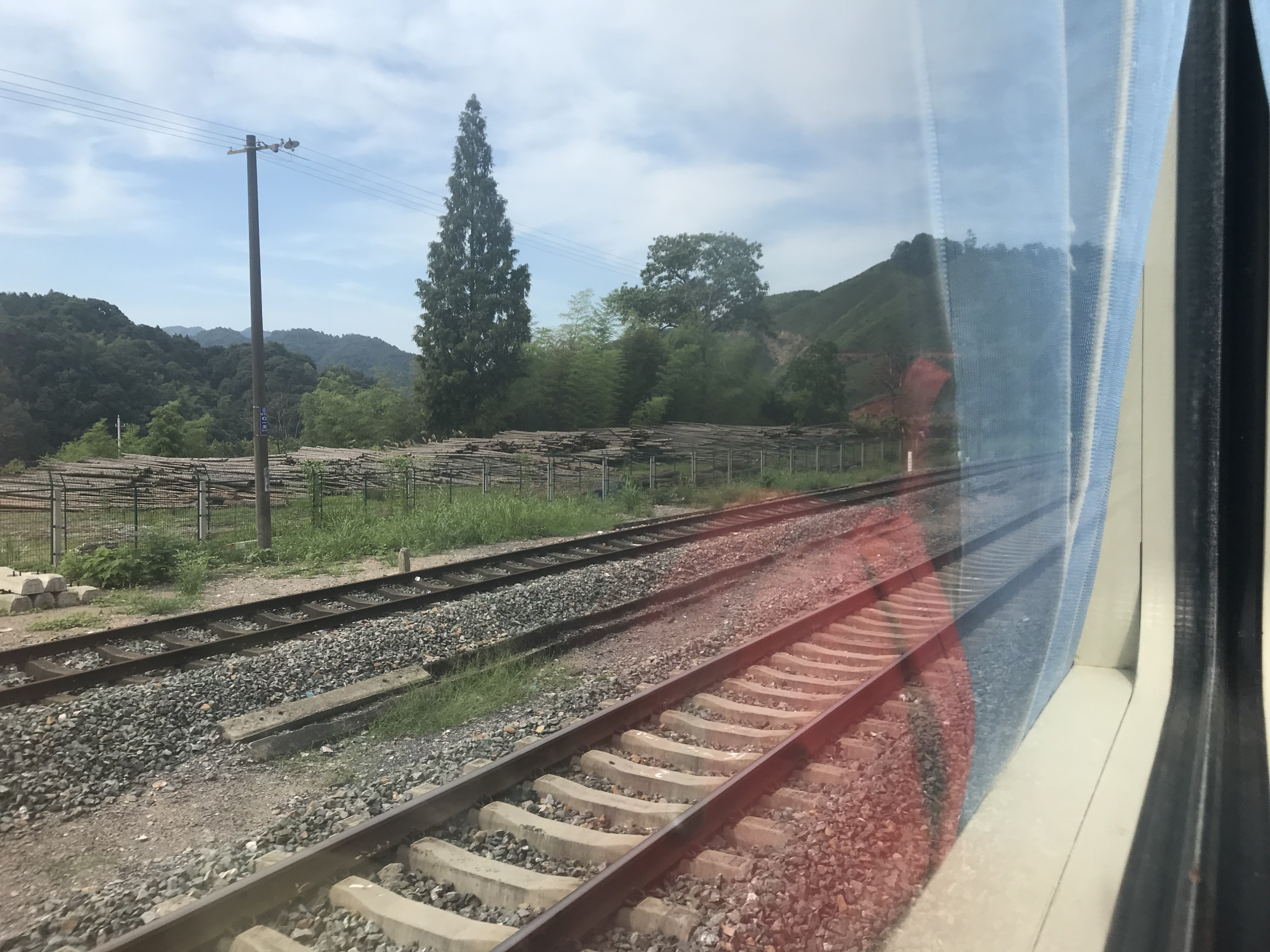
原车站货场

## 事件
- 2016年6月21日晚，祁门县普降暴雨。溶口乡有一名孕妇急需生产，然而当地卫生所条件不足，需从祁门县医院抽调人手和设备。然而前往溶口的道路已被暴雨冲毁，载着祁门县医院支援医生的救护车在塔坊镇侯潭便无法前进。情急之下，他们联系了侯潭车站请求提供帮助。在车站向上海铁路局争取后，当晚的K783次列车临时在侯潭和溶口站停车，帮助医生乘坐火车前往溶口接生[9][10]。